# Quintet de metall

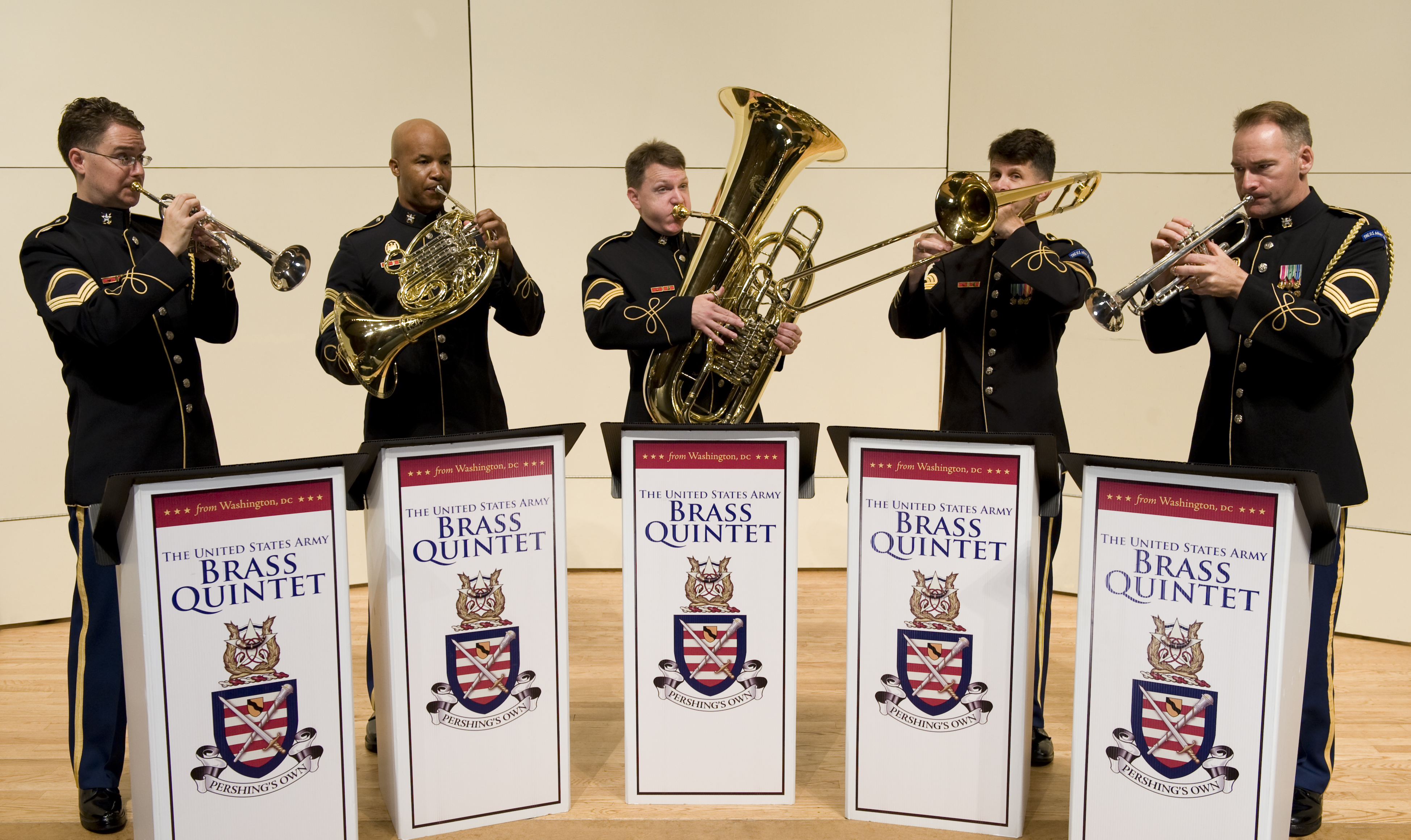
El Quintet de Metall de l'Exèrcit dels Estats Units d'Amèrica

El quintet de metall és un grup integrat cinc instruments de vent metall; en definitiva, doncs, és una manera abreujada d'anomenar un "quintet d'instruments de vent metall". La formació més habitual és la de dues trompetes, una trompa, un trombó de colissa i una tuba. Per extensió, quintet de metall significa, també, una composició interpretada amb aquesta agrupació. La tradició actual del quintet de metall es va originar als Estats Units vers el 1940. El seu repertori és extens i habitualment es remunta fins al repertori del Renaixement i de l'escola veneciana, passant pel Barroc i fins al jazz i la música contemporània; es nodreix tant de transcripcions com de composicions originals, aquestes darreres especialment dels darrers temps. Entre els quintets de metall més destacats hi ha el Spanish Brass Luur Metalls o el Canadian Brass.